# 카이코스루 샤푸르지 소랍지

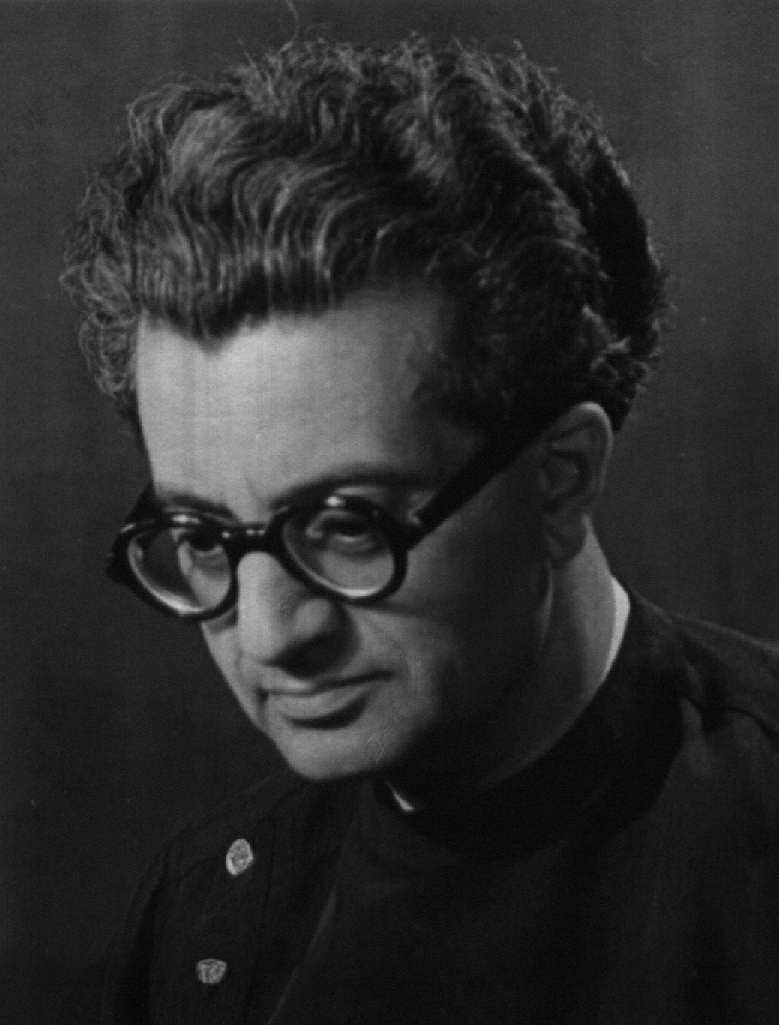

카이코스루 샤푸르지 소랍지(영어:Kaikhosru Shapurji Sorabji, 1892년 8월 14일 - 1988년 10월 15일)는 영국의 작곡가 겸 피아니스트이다. 그는 끊임없이 펼쳐지는 화려한 피아노곡을 써내려 가는 놀라운 재능을 가지고 있었다. 이는 그의 종교 관련 혈통이 파시교라는 것을 알 수 있다. 그는 페루초 부소니, 카롤 시마노프스키, 니콜라이 메트너 같은 초절기교 연습곡을 작곡한 작곡가를 존경했던 까다로운 비평가였다. 그는 기교적 난해함에 극한도로 복잡한 음악적 구조를 병합시켜 어느 피아노곡에서도 찾아 볼 수 없는 긴 길이와 난해함을 지닌 작품을 완성시켰다.

## 생애
소랍지는 1892년 8월 14일 영국 에식스주의 칭포드에서 레온 더들리 소랍지의 아들로 태어났다. 그의 아버지는 인도 뭄바이 파시교의 부 모임의 기술자 등의 몇 가지 성공적인 조상의 자손이고 1863년 8월 18일에 태어났다. 그의 어머니는 매들린 마틸다 월시이며 스페인계 시칠리아인으로 1866년 8월 13일에 태어났다. 그는 96세에 별세했다. 그의 작품 중 가장 유명한 오푸스 클라비쳄발리스티쿰은 세계에서 가장 어려운 곡으로 알려져 있다.